# Adromischus hemisphaericus
Adromischus hemisphaericus (Адроміскус напівкулястий) — сукулентна рослина з родини товстолистові (Crassulaceae). Типовий вид роду адроміскус.

## Етимологія
Видова назва походить від лат. hemisphaerical, що, ймовірно, вказує на форму листків.

## Морфологічні ознаки

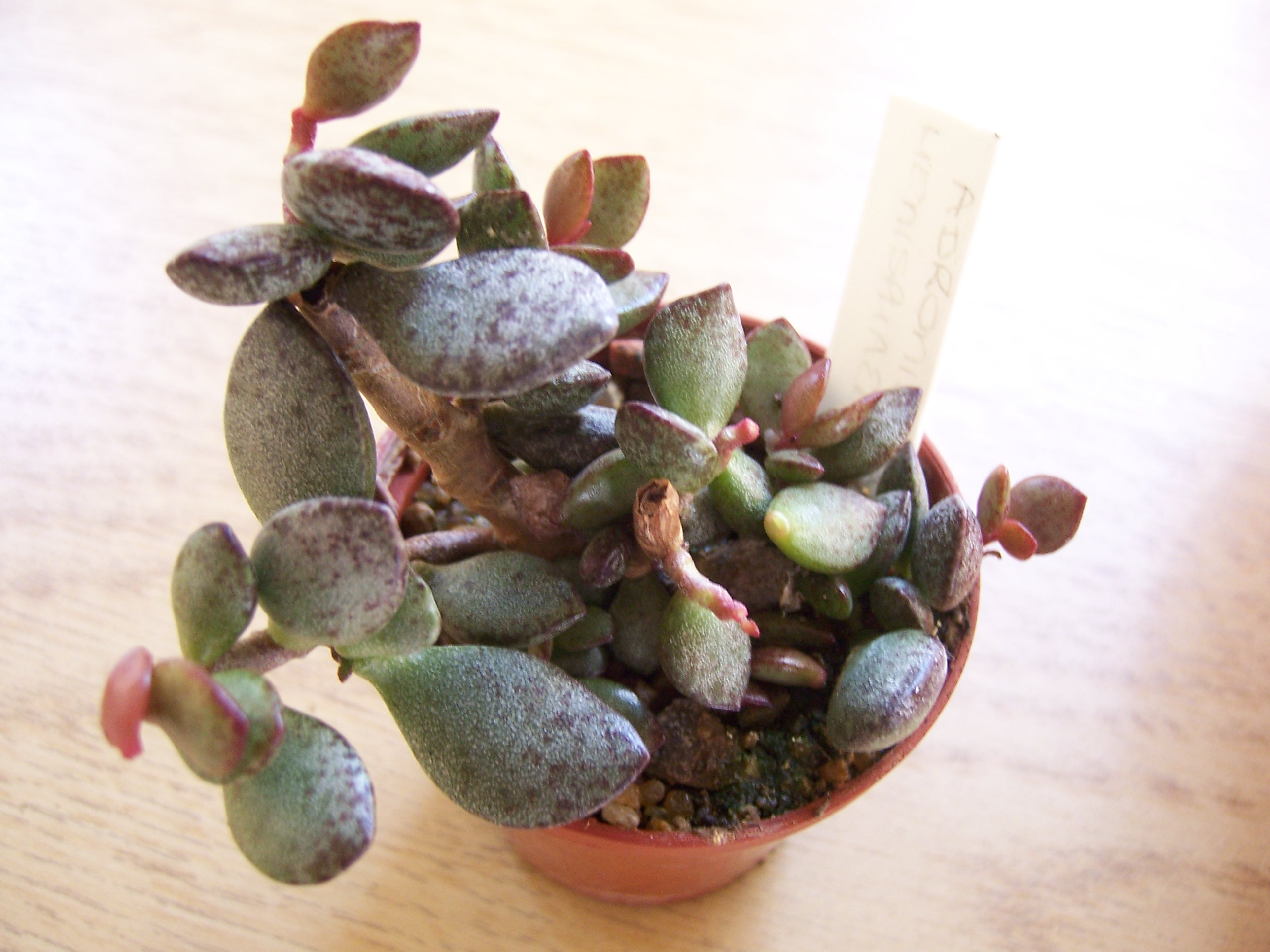
Adromischus hemisphaericus в кімнатній колекції

Сукулентний багаторічник до з супрямими або полягаючими гілками 35 см завдовжки, зазвичай сильно розгалужені, з волокнистим корінням. Листки від оберненоланцетних до оберненояйцеподібних, рідше округлих, від 10 (зазвичай 15—25) (до 45) мм завдовжки і 10—20 (до 30) мм завширшки, стиснутих у спинно-черевній частині і часто дещо опуклих на обох поверхнях, часто з нечітким роговим краєм у верхній половині, зазвичай сіро-зелені з темнішими плямами або без них і з відшаровуванням воску. Суцвіття колосовидний щиток з 1 (-2)-квітковими цимами, 0,15—0,25 м завдовжки, зелене; квітконіжки від 1 до 2—3 мм завдовжки. Бруньки спіральні, різко звужені до верхівки, розпростерті. Чашолисток завдовжки 1,5—2,5 мм, сірувато-зелений. Віночок з циліндричною трубкою 9-13 мм завдовжки, зелений з більш-менш коричневим відтінком; частки широко трикутні, 2-2,5 мм завдовжки, гостриці, шорсткі та рідко з кількома булавоподібними трихомами в горлі, білі або з більш-менш рожевим відтінком і темніші навколо горла та на слизовій частині. Пильовики висунуті, пильовики коротко розпущені. Луски поперечно видовжені до квадратних, 0,8—1,1 x 1—1,2 мм, ледь вирізані, зазвичай найширші в середині або нижче.

## Поширення

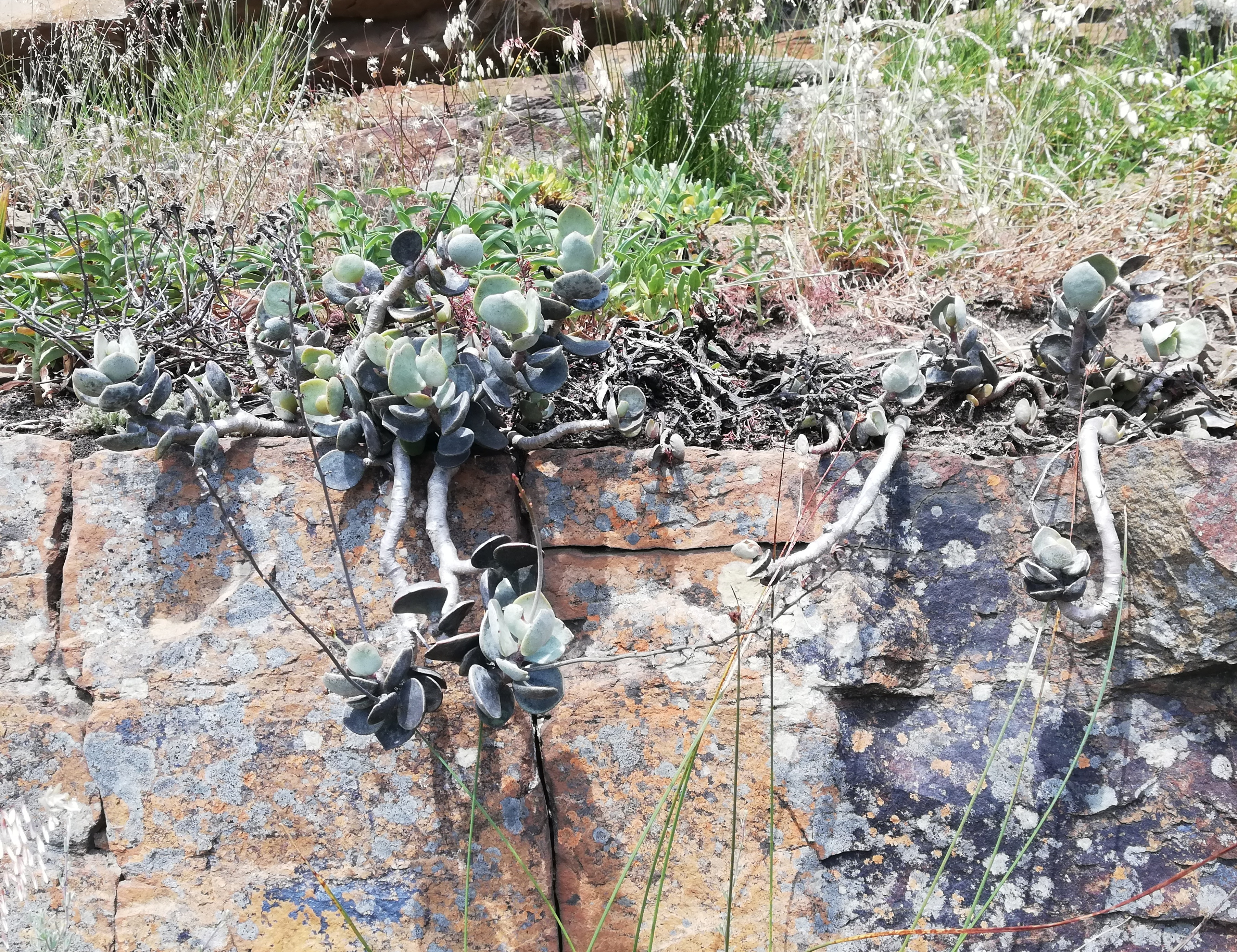
Adromischus hemisphaericus на Столовій горі, Західнокапська провінція, ПАР

Південноафриканський ендемік. Поширений в Західнокапській та Північнокапській провінціях.

## Середовище проживання та екологія
Мешкає на скелястих гранітних та пісковикових схилах.

## Природоохоронний статус
Adromischus hemisphaericus входить Червоного списку рослин Південно-Африканської Республіки (англ. Red List of South African Plants) зі статусом Види в найменшій загрозі.